# شهرستان بوگن‌ویل شمالی
منطقه بوگاینویل شمالی یکی از منطقه های استان خودمختار بوگاینویل(استان سلیمان شمالی) واقع در کشور پاپوآ گینه نو می باشد. مرکز این منطقه بوکا است. این منطقه خود از ۶ فرمانداری محلی تشکیل می گردد که هر فرمانداری به منظور سهولت در امر آمارگیری خود به چند بخش تقسیم می شود.

## تقسیمات
این منطقه دارای ۶ فرمانداری محلی است که اسامی آن ها به شرح زیر است:
- فرمانداری محلی روستایی آب‌سنگ های حلقوی
- فرمانداری محلی روستایی بوکا
- فرمانداری محلی روستایی کونوآ
- فرمانداری محلی روستایی نیسان
- فرمانداری محلی روستایی سلائو سوئیر
- فرمانداری محلی روستایی تینپوتز